# Орловці
Орло́вці (болг. Орловци) — село в Габровській області Болгарії. Входить до складу общини Габрово.

## Населення
За даними перепису населення 2011 року у селі проживали 35 осіб, з них 33 особи (97,1%) — болгари.
Розподіл населення за віком у 2011 році:
Динаміка населення: